# Ayres Gasoline Engine & Automobile Works
Ayres Gasoline Engine & Automobile Works war ein US-amerikanischer Hersteller von Automobilen.

## Unternehmensgeschichte
Der Maschinist Wiliam F. Ayres stammte aus San Francisco. 1900 zog er nach Bay City in Michigan. Später zog er nach Saginaw, ebenfalls in Michigan. Dort gründete er das Unternehmen. Hauptsächlich stellte er Motoren her. Zwischen 1902 und 1905 fertigte er auch Automobile. Der Markenname lautete Ayres. 1907 zog er nach Rochester in Michigan. Am 3. Mai 1909 wurde das Unternehmen aufgelöst.

## Fahrzeuge
Die Fahrzeuge entstanden vielfach nach Auftrag eines Kunden. Sie hatten einen Ottomotor.